# Fortuna (Bergheim)

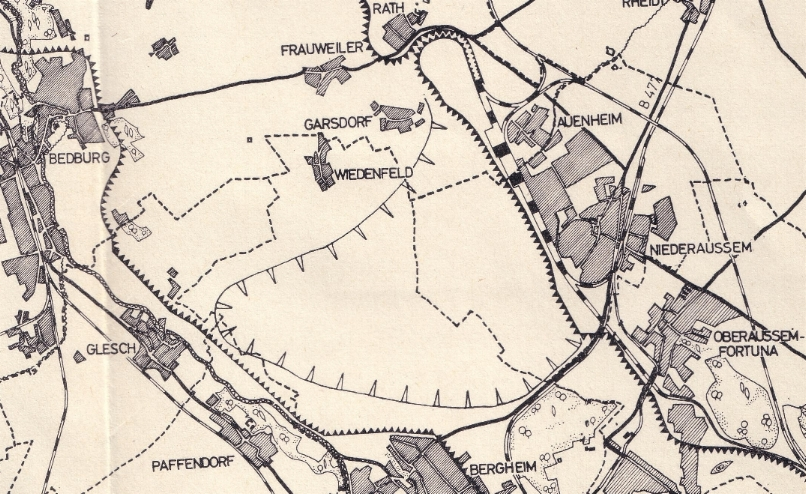
Ehemaliger Tagebau Fortuna-Garsdorf: Fortuna ist auf der Karte unten rechts am Kartenrand zu sehen, unterhalb der Tagebaugrenze; ebenfalls erkennbar ist der Bethlehemer Wald westlich Fortunas

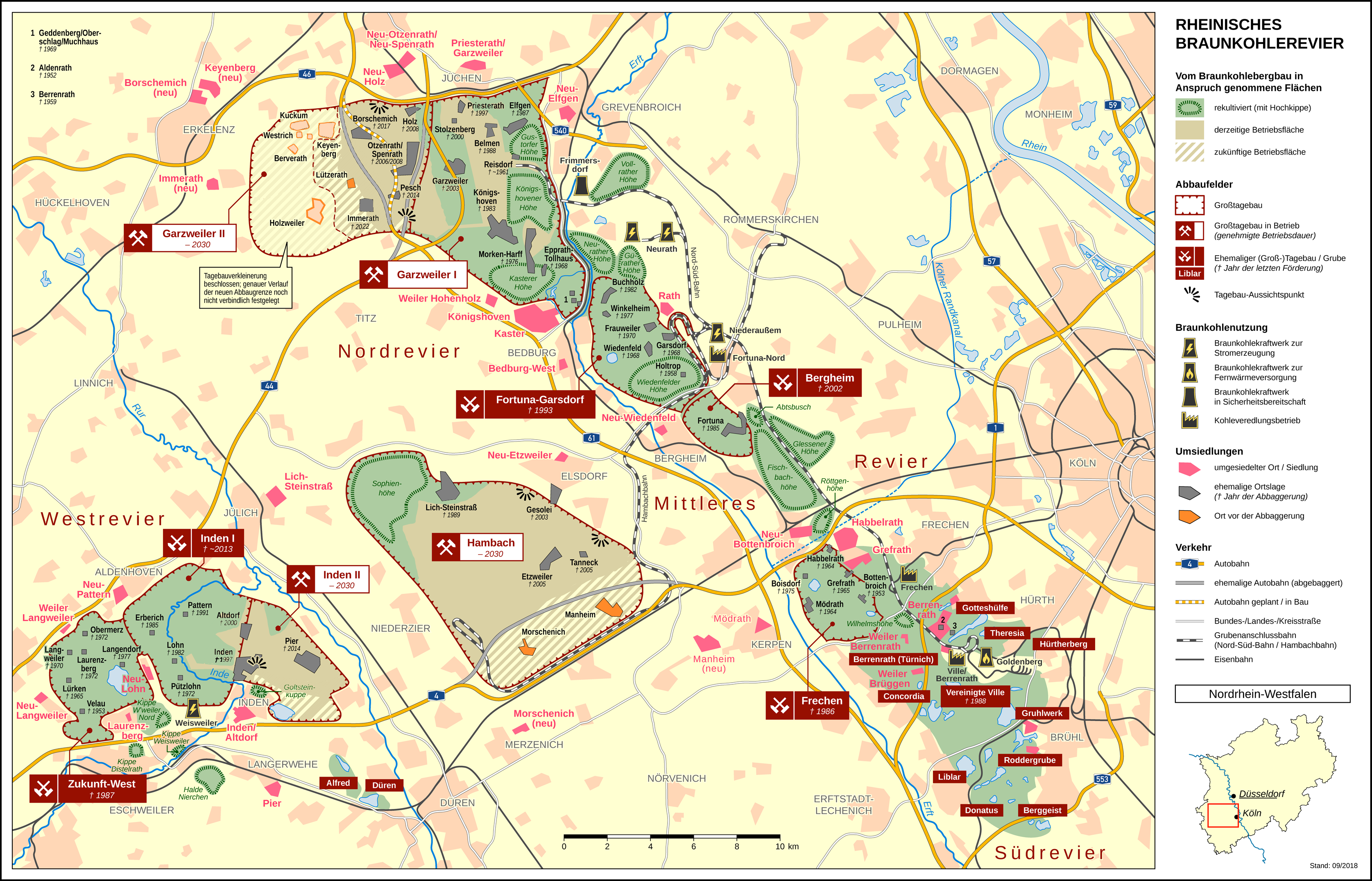
Lage des ehemaligen Ortes Fortuna im Rheinischen Braunkohlerevier

Fortuna war ein Ortsteil der Stadt Bergheim im heutigen Rhein-Erft-Kreis (ehemals Erftkreis), der Mitte der 1980er Jahre dem Braunkohlenbergbau zum Opfer fiel.

## Geographie
Fortuna lag zwischen den südlichen Bergheimer Stadtteilen Bergheim-Mitte, Kenten, Quadrath-Ichendorf und den nördlichen Stadtteilen Oberaußem und Niederaußem auf einer Höhe von etwa 110 bis 123 Metern über NN südlich des heutigen Abtsbusches und der Glessener Höhe sowie westlich der Fischbachhöhe.

## Geschichte
Gegründet wurde die Kolonie Fortuna 1899 unweit der Brikettfabrik Fortuna nahe der Ortslage von Oberaußem. Aufgrund des aufstrebenden Braunkohleabbaus im Rheinland benötigten die Arbeiter und deren Familien Wohnraum. Nach und nach entwickelte sich aus der Arbeitersiedlung ein Ort mit entsprechender Infrastruktur.
Durch den Ausbau der Brikettfabrik und ab 1910 auch des Kraftwerks Fortuna zogen immer mehr Menschen in den Ort. Eine Schule entstand und in den 1920er Jahren die katholische Kirche, die der heiligen Barbara geweiht war. In Zeiten des Wirtschaftswunders lebten fast 2.000 Menschen im Ort.

## Politik
Verwaltungstechnisch gehörte der Ort zur Gemeinde Oberaußem-Fortuna, die am 1. Januar 1975 durch das Köln-Gesetz in die Kreisstadt Bergheim eingegliedert wurde.

## Umsiedlung
In den 1970er Jahren begannen im Zuge der Aufschlussarbeiten für den Tagebau Bergheim die Umsiedlungsmaßnahmen. Die meisten „Fortunesen“ zogen in Werkswohnungen in den umliegenden Orten oder bauten in Oberaußem neu.
Ebenfalls dem Bergbau zum Opfer fiel das Kraftwerk Fortuna. 1989 begannen die Abrissarbeiten. Für das abgerissene Kraftwerk Fortuna wurde das Kraftwerk Niederaußem erweitert.

## Gedenkstätten

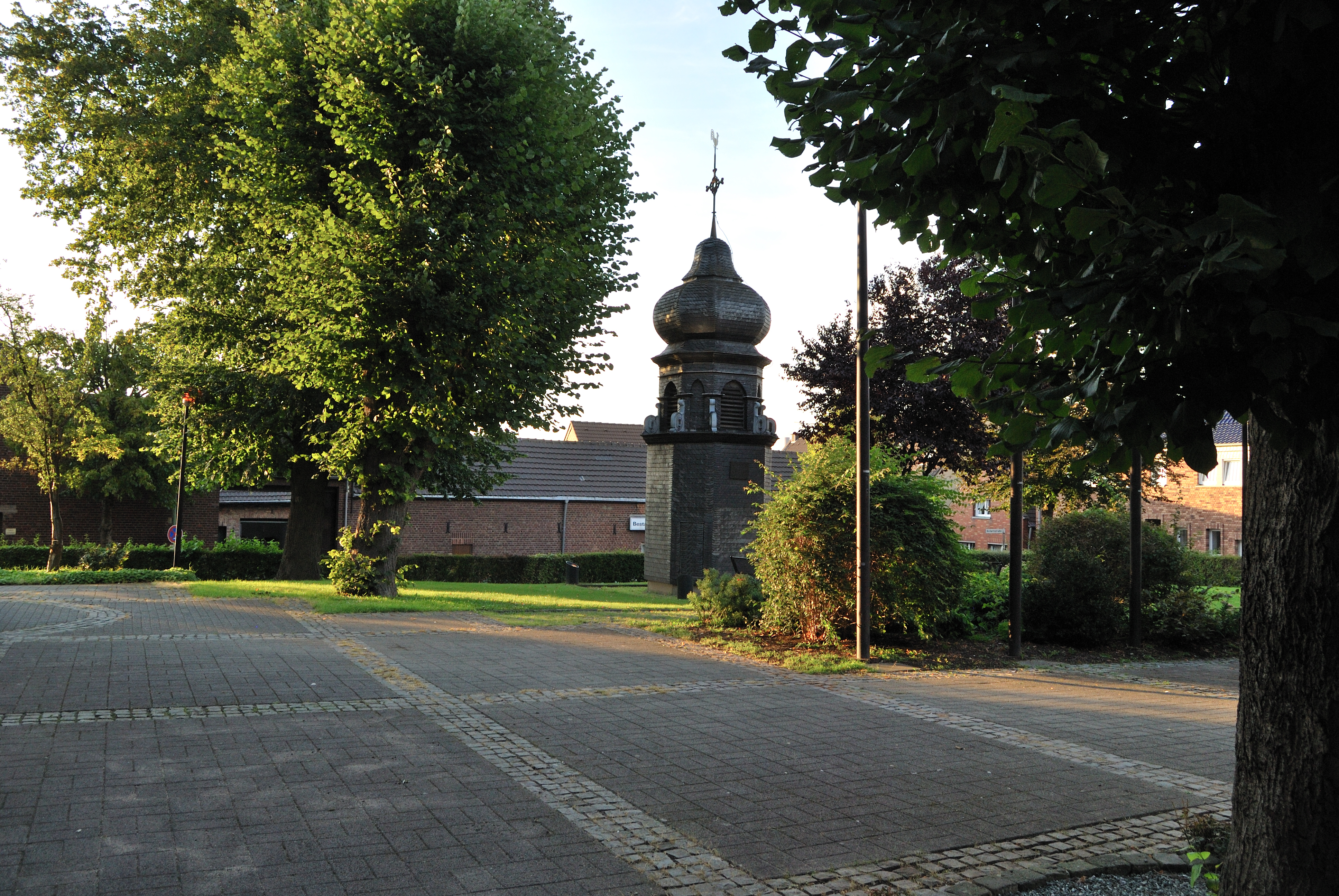
Kirchturm aus Fortuna

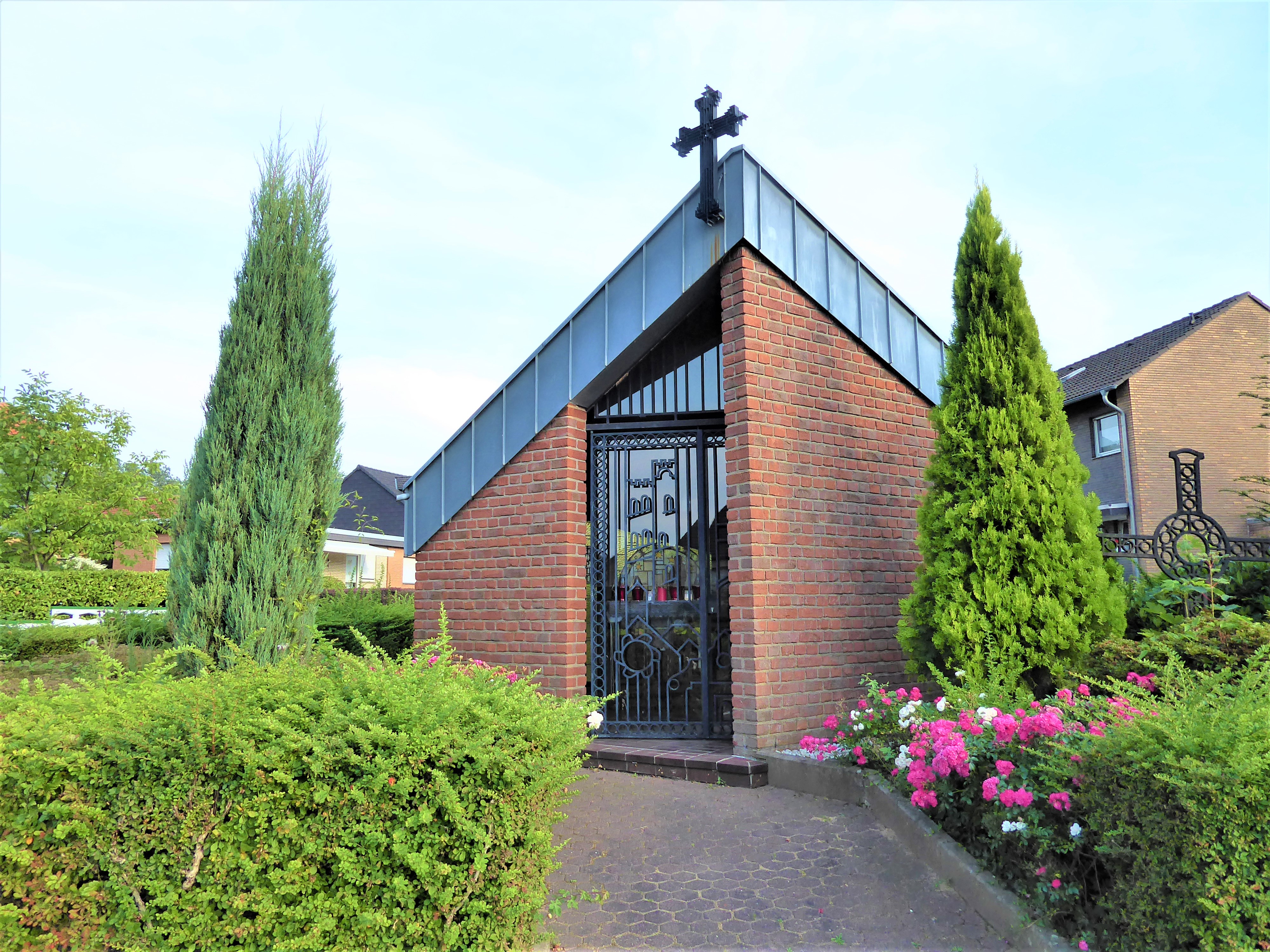
Die neue Barbara-Kapelle in Oberaußem

An den früheren Ort erinnert an der Vinzentiuskirche in Oberaußem der abgetragene Kirchturm der Barbarakirche sowie die Barbara-Kapelle am Ernst-Reuter-Ring, die auf private Initiative des heutigen Ortsvorstehers von Oberaußem, Willi Weck, errichtet wurde. Viele Fortunesen fanden ihre neue Heimat in unmittelbarer Nähe der Kapelle.
2012 wurde, gestiftet vom RWE, an der Stelle des ehemaligen Ortes ein Bildstock mit einer Figur der Heiligen Barbara errichtet und von der Oberaußemer Geistlichkeit beider Konfessionen geweiht, der in Zukunft von der St. Vinzentius Schützenbruderschaft betreut wird.

## Zukunft
Der Tagebau Bergheim ist ausgekohlt und wurde bis 2012 rekultiviert. Eine erneute Besiedlung des ehemaligen Fortunageländes ist nicht geplant. Angedacht sind die Erschließung von Ackerland und eines Naherholungsgebietes. Weiterhin ist die Erweiterung der Landstraße L276 (ehemals Kreisstraße K22) als Verbindungsstraße zwischen den Ortslagen Bergheim-Kenten und Bergheim-Oberaußem in der konkreten Planung.

## Weblink
- Fotos und Geschichten über Fortuna